# Юбухаев, Жорж Долгорович
Жорж Долгорович Юбухаев (1950—2015) — бурятский поэт, Лауреат премии Ленинского комсомола Бурятии, заслуженный работник культуры Бурятии, член Союза писателей СССР и России.

## Биография
Родился 9 октября 1950 года в улусе Торы Тункинского района Бурятской АССР.
Литературным творчеством начал заниматься ещё в школьные годы. Служил в рядах Советской Армии. Окончил Бурятский государственный педагогический институт им. Доржи Банзарова.
Вернувшись на родину после института работал учителем в школе. Затем начал работать журналистом в редакции районной газеты «Саяны», собственным корреспондентом газеты «Буряад үнэн», редактором газеты «Мундарга». Руководил литературным объединением им. Мунко Саридака.
Участвовал во II фестивале «Молодая поэзия братских республик» в Кызыле (1980), а также в работе VIII Всесоюзного совещания молодых писателей в Москве.

### Творчество
На страницах газет и журналов Бурятии стихи Юбухаева появились в начале 1970-х годов. Его произведения печатались на страницах газет «Саяны», «Буряад үнэн», журнала «Байгал», коллективных сборников поэтов Бурятии. Им написаны поэтические сборники «Эхин» (Начало) (1981), «Мүнгэн сэргэ» (Серебряная коновязь) (1984), «Үдын наран» (Полдень) (1987), «Вращаясь во вселенской круговерти» и др. В 2000 году вышла в свет книга стихов на бурятском и русском языках «Ута зам. Жизни долгий путь».
В последние годы Жорж Юбухаев руководил литературным объединением имени Мунко Саридака, руководил районной газетой «Мундарга».
Ушёл из жизни 8 февраля 2015 года.

## Награды и звания
- Лауреат премии Ленинского комсомола Бурятии
- Заслуженный работник культуры Бурятии